# Zhuzhoujiang
Zhuzhoujiang (kinesiska: 竹舟江, 竹舟江苗族乡) är en socken i Kina. Den ligger i provinsen Hunan, i den södra delen av landet, omkring 330 kilometer sydväst om provinshuvudstaden Changsha. Antalet invånare är 7742. Befolkningen består av 3 714 kvinnor och 4 028 män. Barn under 15 år utgör 17,0 %, vuxna 15-64 år 73 %, och äldre över 65 år 9,0 %.
Genomsnittlig årsnederbörd är 1 741 millimeter. Den regnigaste månaden är maj, med i genomsnitt 246 mm nederbörd, och den torraste är december, med 65 mm nederbörd.